# Раза, Надим
Надим Раза (англ. Nadeem Raza; род. 1975, Wah Cantonment, Пенджаб) — генерал сухопутных войск Пакистана. С ноября 2019 года занимает должность председателя Объединённого комитета начальников штабов.

## Личная жизнь и образование
Женат, имеет четверых детей. Окончил Кветтаский командно-штабной колледж и Университет национальной обороны в Исламабаде. В 1994 году проходил обучение в Германии.

## Карьера
В сентябре 1985 года Надим Раза поступил на военную службу в Синдский пехотный полк. Затем, работал преподавателем в Кветтаском командно-штабном колледже и Военном колледже Исламабада. В декабре 2016 года ему было присвоено звание генерал-майора, когда проходил службу в должности коменданта Пакистанской военной академии в Абботтабаде. Также Надим Раза занимал должность командующего X корпуса сухопутных войск Пакистана в Равалпинди.
В октябре 2017 года Надим Раза был назначен полковником-комендантом Муджахидских сил (структурного подразделения Национальной гвардии Пакистана). В августе 2018 года был назначен начальником Генерального штаба и вступил в должность 10 сентября 2018 года. В ноябре 2019 года стал председателем Объединённого комитета начальников штабов вооружённых сил Пакистана. Вступил в должность 27 ноября 2019 года.

## Награждения
| Медали за службу   | Медали за службу           | Медали за службу |
| ------------------ | -------------------------- | ---------------- |
|                    | За 10 лет службы           |                  |
|                    | За 20 лет службы           |                  |
|                    | За 30 лет службы           |                  |
| Не военные награды |                            |                  |
|                    |                            |                  |
|                    | Хилал-и-Имтиаз             |                  |
| Памятные медали    |                            |                  |
|                    | Qarardad-e-Pakistan Tamgha |                  |
|                    | Tamgha-e-Istaqlal          |                  |
|                    | Медаль хиджры              |                  |
|                    | Медаль демократии          |                  |
|                    | 50-летие независимости     |                  |
|                    | Tamgha-e-Baqa (Чагай-I)    |                  |
|                    |                            |                  |